# Ottelia balansae
Ottelia balansae är en dybladsväxtart som först beskrevs av François Gagnepain, och fick sitt nu gällande namn av James Edgar Dandy. Ottelia balansae ingår i släktet Ottelia och familjen dybladsväxter. IUCN kategoriserar arten globalt som otillräckligt studerad. Inga underarter finns listade.